# Manuela Vanegas
Manuela Vanegas Cataño (* 9. November 2000 in Medellin) ist eine kolumbianische Fußballspielerin.

## Karriere

### Klub
Anfang 2020 wechselte sie aus ihrer Heimat von Independiente Medellín nach Spanien, wo sie sich Espanyol Barcelona anschloss. Seit der Saison 2021/22 läuft sie für Real Sociedad auf.

### Nationalmannschaft
Für die kolumbianische A-Nationalmannschaft hatte sie ihr Debüt im Jahr 2018. Hier war sie auch bereits Teil des Kaders bei der Copa América 2018 und verblieb allein in einem Spiel ohne Einsatz. Trotz der guten Ausgangslage in der Vorrunde, verpasst es ihre Mannschaft diese Schlagkraft mit in die Finalrunde zu übernehmen, womit man am Ende hier auf dem letzten Platz landete, sowie auch die Qualifikation für die Weltmeisterschaft 2019 verpasste.
Anschließend war sie dann noch bei den Zentralamerika- und Karibikspielen 2018 aktiv und erzielte hier ihr erstes bekanntes Länderspieltor. Danach nahm sie aufgrund der COVID-19-Pandemie, erst mit der Copa América 2022 an ihrem ersten nächsten großen Turnier mit teil. Hier schaffte sie es mit ihrer Mannschaft bis ins Finale und verlor hier aber gegen Rekordmeister Brasilien mit 0:1. Im Turnierverlauf erzielte sie selbst auch zwei Tore in der Gruppenphase. Mit dem Finaleinzug gelang aber zumindest auch die Qualifikation für die Weltmeisterschaft 2023.
Sie wurde für die WM-Endrunde 2023 in Australien und Neuseeland nominiert, in drei der fünf Spiele ihres Teams eingesetzt und schied mit der Mannschaft im Viertelfinale gegen die Engländerinnen aus. Sie erzielte ein Tor während des Turniers.